# Пьерфит-ан-Сенгле
Пьерфи́т-ан-Сенгле́ (фр. Pierrefitte-en-Cinglais) — коммуна во Франции, находится в регионе Нижняя Нормандия. Департамент коммуны — Кальвадос. Входит в состав кантона Фалез-Север. Округ коммуны — Кан.
Код INSEE коммуны — 14501.

## Население
Население коммуны на 2010 год составляло 260 человек.
| 1962 | 1968 | 1975 | 1982 | 1990 | 1999 | 2010 |
| ---- | ---- | ---- | ---- | ---- | ---- | ---- |
| 301  | 305  | 279  | 285  | 237  | 233  | 260  |

## Экономика
В 2010 году среди 156 человек трудоспособного возраста (15—64 лет) 110 были экономически активными, 46 — неактивными (показатель активности — 70,5 %, в 1999 году было 78,0 %). Из 110 активных жителей работали 99 человек (57 мужчин и 42 женщины), безработных было 11 (6 мужчин и 5 женщин). Среди 46 неактивных 8 человек были учениками или студентами, 25 — пенсионерами, 13 были неактивными по другим причинам.